# 褲

裤子的各个部件

褲又稱褲子、也作袴，是人類穿著在腰部以下，分別穿套兩腿的一種衣物的總稱。依其型式大致可分為長褲、短褲，在服裝設計上也可區分出男性的褲子和女裝的褲子，依工作性質不同，也可分為運動褲、休闲裤、西裤、小脚裤、短裤、睡褲和內褲。

## 歷史

### 東亞
中國很早就有穿著褲子，男女皆穿，但通常穿著於袍服內，並不會把褲子束在最外面，初期褲子都是沒有褲襠的。後來出現了合襠褲。

### 西方
女性穿著長褲的簡史是起於英國威根鎮（Wigan；該鎮與曼徹斯特還有利物浦成三角形, 距離都不遠, 大約相隔26km~28km左右）。因為當時的煤礦坑頭非常需要勞力, 從事這一項工作的女性就把裙子收起來紮在身上, 把父兄丈夫的長褲拿來穿, 第一是免得穿裙子妨礙鏟煤的工作, 第二就是符合“保守主義”的最低標。
至於美國則是因為西部開發的關係所以女性穿著長褲（主要是穿在裙子裡）的機會與比例也相當高, 穿著長褲才好方便在田野間作粗活, 甚至騎馬。
至於長褲對於歐美社會的爭議引發問題在於女性希望把長褲從裙子中解放出來而不是讓長褲只是服裝裡的配件. 對於性別保守主義來說就等同於對性別意識的挑戰；簡單的二分法就是“男性=長褲, 女性=裙子”的概念, 所以長褲當時所引發的撻罰原因就在此。
由於保守主義的潮流性問題以至於女性公然穿著長褲（不是那種在裙子裡穿著長褲的穿著）在19世紀到20世紀初期都可以算是嚴重的社會事件, 因此第一個公然穿著長褲的女性則是瑪麗·愛德華·沃克女士。她在美國內戰時曾經因為多次穿著長褲而遭拘捕。最後事件居然演化成嚴重的社會衝擊，由於沃克女士是美國歷史上第一位女軍醫，又兼具情報員、女權主義者、禁酒主義者、廢奴主義者等多重身分，因此保守的勢力與認同的人士把事件擴大到需要國會討論的程度，而經過國會議員的爭論，最終因爲她的醫術以及為聯邦政府立下的功勞，因此國會決定通過立法給她特權——諷刺地准許瑪麗．愛德華．沃克女士“在工作時可以穿褲子”。
除了少數的地區性現象與特殊的個案之外，女性到底能不能穿褲子這個一直令所謂的衛道人士頭疼的問題終於迎刃而解；拜第二次世界大戰爆發所賜，戰爭實際上對人力的嚴重需求讓女性直接從家庭走向工廠；蘇聯女性則是把手中的菜刀換成了步槍，越來越多的婦女自然而然地穿起了能使工作更加方便的褲子。
除此之外在戰前也有兩位著名的影星，瑪琳娜·狄特里希以及凱瑟琳·赫本於公（在影片中）於私（在平常生活中）都以穿著長褲的形象出現，讓世俗逐漸習慣女性與長褲兩種形象的連結與接受程度。尤其是這位出生於柏林市南郊舍納堡的狄特里希女士，以極冷豔的外表搭配長褲儼然化身為“危險！但是男人又最想招惹的對象”！狄特里希女士也曾經在1932年因為穿著長褲出現在街頭而被巴黎警方以「妨礙風化」罪名逮捕，幸好其他的女權主義人士奔走與以協助而使狄特里希女士獲得釋放。
因此可以這麼說第二次世界大戰確實給與西方國家帶來了一場重大的變革，女性固然得到道德上穿著長褲的權利與許可，實際上也代表傳統的性別認同進入另外一種的方式。

## 參看
- 牛仔褲
- 短褲
- 裙子
- 燈籠褲
- 開浪褲
- 西装裤
- 安全裤
- 内裤
- 打底裤
- 七分裤
- 緊身裤
- 勝凱
- 林昀禾

## 延伸阅读
[在维基数据编辑]
 《欽定古今圖書集成·經濟彙編·禮儀典·褲部》，出自陈梦雷《古今圖書集成》